# Стамппот
Стамппот — традиционное, национальное блюдо нидерландской кухни. В русском языке иногда встречается название «Лейденская смесь». Основной состав этого блюда заключается в смешанных до пюреобразной консистенции картофеля и других овощей или фруктов. Изначально использовалось как пища с высокой калорийностью для питания в зимний период.

## История
Точная история создания блюда stamppot, а также имя автора, время и место — окончательно не известны. Широко распространено и бытует убеждение, что блюдо возникло во времена борьбы голландских земель за независимость от испанского владычества. В официальной истории этот период известен как Восьмидесятилетняя война. Одним из ключевых её моментов была осада города Лейден испанскими войсками. Защитники поселения упорно отказывались сдаваться, и долгое время были вынуждены пребывать на осадном положении. Запасы провианта неумолимо уменьшались. После снятия осады, в 1574 году, жаждущие пищи жители — кинулись в поисках провизии. В брошенном испанском лагере, в котелках в спешке была оставлена нетронутой еда, которую и употребили жители Лейдена. Впоследствии, приготовив на свой лад из перетёртых отварных картофеля и овощей блюдо, они дали ему название — Stamppot. Однако и само название окутано таким же ореолом таинственности и неоднозначности, так же как история блюда. Название «Stamppot» является более современным, в разных уголках Нидерландов встречаются местные интерпретации, как то: «stamp», «stomp», «stoemp», «stampen» и «stampe». В английском же варианте, оно выглядит как «Mash pot». С уверенностью можно выразить следующее: это блюдо не могло появиться и распространиться по территории Нижних земель как национальное блюдо ранее, чем в 1551 году, поскольку именно этой датой многие историки обозначают период появления картофеля на европейском континенте. Он был завезён в Испанию её подданным — Сьеса де Леоном, по его возвращении из Перу. Вполне вероятна версия, что картофель был занесён в Нижние земли именно испанскими войсками.

## Технология приготовления
Блюдо стамппот олицетворяет собой нидерландский менталитет: недорогие ингредиенты, минимум времени на приготовление, максимум энергетической ценности в порции. Его ингредиенты могут широко варьироваться без строгой привязки к какому-то рецепту, все зависит от конкретного повара. Зачастую стамппот состоит из варёных корнеплодов, преимущественно картофеля. Однако могут добавляться и другие корнеплоды: репа, пастернак, морковь, сельдерей, брокколи. Для придания блюду сытности используют мясо различных животных или же бекон. Подаётся стамппот с копчёными колбасками или же любым другим жирным мясным продуктом (сало, бекон). Существуют также вариации приготовления, когда стамппот представляет собой перетёртые в пюреобразную смесь фрукты (яблоки, груши, ананасы) с добавлением сыра, орехов. Процесс приготовления бывает двух видов:
- все ингредиенты варятся отдельно. Затем отварным овощам или фруктам придают пюреобразную консистенцию и подают с копченостями или куском мяса;
- все ингредиенты очищаются от кожуры, складывают в ёмкость и варят, давая смеси закипеть. Затем, в зависимости от продуктов, добавляются молоко или масло (сливочное, растительное) и перетирается в пюреобразную консистенцию. И в этом случае также подаётся с копченостями или мясным шариком.[4]

## Аналогичные блюда
- Blote billetjes in het gras — разновидность стамппота;
- Biksemad (также иногда встречается под названием Pyttipanna (питтипанна)) в Дании и Швеции;
- Bubble and squeak (букв. писк и бульканье, жаркое из капусты и картофеля) в Англии;
- Champ (пюре с зелёным луком) и Colcannon (колканнон) в Ирландии;
- Rumbledethumps (рамбледетампс) в Шотландии;
- Trinxat (тринчат) в Северной Испании, Каталонии, Андорре.